# Harry Potter și Piatra Filozofală
Harry Potter și Piatra Filosofală este prima carte din seria Harry Potter, scrisă de J. K. Rowling.

## Rezumat
Harry Potter trăia cu mătușa și unchiul lui Vernon⁠(d) și Petunia Dursley⁠(d), și cu fiul acestora, bătăușul Dudley, care toți se purtau abuziv cu el. Când Harry a împlinit unsprezece ani, semiuriașul Rubeus Hagrid i-a adus personal scrisoarea prin care era admis la Școala de Vrăjitorie Hogwarts, dezvăluindu-i în același timp că părinți lui, James și Lily Potter, erau vrăjitori. Când Harry avea un an, un vrăjitor rău și puternic, Lord Voldemort, i-a omorât părinții. Harry a supraviețuit blestemului de moarte al lui Voldemort, care i-a ricoșat din frunte și aparent l-a distrus pe Lordul Negru, lăsându-i lui Harry o cicatrice în formă de fulger pe frunte. Fără să știe, Harry era celebru în lumea vrăjitorilor.
Hagrid l-a dus pe Harry în Diagon Alley⁠(d), cartierul negustoresc ascuns al vrăjitorilor⁠(d) din Londra. Părinții îi lăsaseră lui Harry o avere ținută în Banca Gringotts⁠(d). Harry cumpără rechizite și o baghetă de la Ollivander⁠(d). Miezul baghetelor lui Harry și a Lordului Voldemort au pene din aceeași pasăre phoenix, ceea ce le face să fie „baghete-surori”. Hagrid îi dă lui Harry o bufniță pe care el o botează Hedwig. După o lună, Harry urcă în trenul Hogwarts Express la gara King's Cross, de pe peronul secret 9¾⁠(d). În drum spre Hogwarts, Harry se împrietenește cu colegul său din primul an Ronald Weasley, și o cunoaște pe Hermione Granger, care le displace la început ambilor. Harry intră și în conflict cu un alt elev din primul an, Draco Malfoy.
La Hogwarts, o Pălărie de Sortare⁠(d) magică îi împarte pe elevii de primul an în patru „case”⁠(d) – Gryffindor, Slytherin, Hufflepuff și Ravenclaw – după personalitatea și talentul fiecăruia. Draco intră în Slytherin, o casă din care provin toți vrăjitorii care practică magia neagră, în timp ce Harry, Ron, și Hermione sunt trimiși la Gryffindor.
Calitățile înnăscute de zbor cu mătura⁠(d) îi aduc lui Harry un loc în echipa de Quidditch⁠(d) a casei Gryffindor pe post de gonaci. Harry ajunge să îi displacă profesorul de poțiuni⁠(d) Severus Snape, care favorizează elevii din Slytherin încercând să-i provoace lui Harry eșecul școlar. Malfoy îi păcălește pe Harry și pe Ron să riște exmatricularea⁠(d), atrăgându-i afară din sala comună a casei lor după ora culcării. Neputând să-i oprească, Hermione merge cu ei. Înțelegând farsa jucată de Malfoy, ei se ascund într-un coridor interzis și descoperă un câine uriaș cu trei capete care păzește o trapă. Ron și Harry o salvează apoi pe Hermione de un troll în timpul festivităților de Halloween, și cei trei devin buni prieteni. Coroborat cu rănirea la picior a lui Snape, și cu comportamentul lui suspect, Harry, Hermione, și Ron cred că el încearcă să treacă prin acea trapă.
Hermione le cere celor doi băieți să nu mai cerceteze aceasta, atrăgându-i lui Harry atenția spre primul lui meci de Quidditch. În timpul meciului, comportamentul ciudat al lui Snape și faptul că mătura lui Harry a încercat să-l arunce, o conving și pe Hermione că Snape a vrăjit mătura lui Harry. Harry a primit însă și un dar de Crăciun anonim – mantia de invizibilitate⁠(d) a tatălui lui. Folosind-o pentru a explora școala, el descoperă Oglinda Erised⁠(d), care arată privitorului ceea ce își dorește. Harry își vede părinții.
Cei trei citesc într-un ziar un articol despre o tentativă de jaf a Băncii Gringotts din același seif din care Hagrid luase un obiect la începutul anului școlar  pentru directorul școlii, Albus Dumbledore. Ei bănuiesc că obiectul din spatele trapei este piatra filozofală⁠(d), un obiect magic care conferă purtătorului ei nemurirea și capacitatea de a transforma orice metal în aur pur. Un centaur din pădure, pe nume Firenze, îl avertizează pe Harry că Voldemort încearcă să fure piatra filozofală pentru a-și repara trupul. Când Dumbledore este înșelat să plece de la Hogwarts, Harry, Hermione și Ron se tem că furtul este iminent și coboară prin trapă.
O serie de obstacole îi obligă pe Ron și pe Hermione să rămână în urmă, în timp ce Harry continuă drumul. Harry îl găsește pe Quirrell⁠(d), profesorul lui de apărare împotriva artelor rele⁠(d), care recunoaște că el a vrăjit mătura lui Harry și a dat drumul trollului prin școală; Snape îl proteja pe Harry. Voldemort, al cărui chip este atașat de ceafa lui Quirrell, se folosea de acesta pentru a dobândi piatra filozofală. Harry este obligat să stea în fața Oglinzii Erised. Aceasta recunoaște că Harry nu dorește piatra din lăcomie, și o depune în buzunarul lui. Quirrell încearcă să ia piatra și să-l omoare pe Harry, dar se arde când îl atinge. Pe Harry începe să-l doară cicatricea și își pierde constiința.
Harry se trezește în infirmeria școlii. Dumbledore îi explică lui Harry că i-a supraviețuit lui Voldemort deoarece mama lui și-a sacrificat viața pentru el și l-a protejat printr-o vrajă de protecție. Ura și lăcomia lui Quirrell l-au făcut să se ardă când l-a atins pe Harry; Voldemort l-a lăsat apoi pe Quirell să moară. Dumbledore dezvăluie că el i-a dat lui Harry mantia de invizibilitate, în timp ce piatra filozofală, care îl ținea în viață pe longevivul Nicolas Flamel⁠(d), a fost distrusă pentru a nu mai putea fi furată. La banchetul de încheiere a anului școlar, Gryffindor câștigă Cupa Caselor. Harry se întoarce la familia Dursley din Privet Drive⁠(d) până la următorul an școlar.

## Personaje
- Harry James Potter, Ron Weasley, Hermione Granger, Albus Dumbledore, profesorul Quirell, Draco Malfoy, Dudley Dursley, Mătușa Petunia, Unchiul Vernon, Hagrid, Fluffy, Nicholas Flamel, Severus Snape, Neville Longbottom, Voldermort, Fang, Minerva McGonagall, Fred Weasley, George Weasley, Percy Weasley, Domnul Olivander-21 de personaje.

## Premii primite

### Premii
- British Fantasy Award (1999)
- Mythopoeic Fantasy Award for Adolescent Literature (2009)
- British Book Award for Children's Book of the Year (1998)
- Prijs van de Nederlandse Kinderjury for 6-9 jaar en 10-12 jaar (2002)
- American Booksellers Book Of The Year Award for Children (1999)
- West Australian Young Readers' Book Award (WAYRBA) for Younger Readers (2000)
- South Carolina Book Award for Junior Book Award (2001)
- Grand Canyon Reader Award for Teen Book (2000)
- Charlotte Award (2000), Nene Award (2000)
- Massachusetts Children's Book Award (2000)
- Colorado Blue Spruce Young Adult Book Award (2001)
- Nevada Young Readers' Award for Young Reader Category (2000)
- Golden Archer Award for Middle/Junior High (2000)
- Carnegie Medal in Literature Nominee (1997)
- ALA's Top Ten Best Books for Young Adults (1998)

## Adaptări

### Adaptare cinematograficǎ
În 1997, producǎtorul David Heyman cǎuta o carte pentru copii care putea fi transformatǎ într-un film. Când i-a fost prezentatǎ Harry Potter și piatra filozofală, Heyman a zis cǎ e „o idee mișto”. Anul urmǎtor, autoarea a vândut drepturile de ecranizare pentru 1 milion de dolari, cu condiția ca actorii sǎ fie englezi sau irlandezi, mai puțin în cazurile în care era specificat altfel în carte.
Filmul a pornit de la un buget de 125 milioane de dolari și a încasat 974,755,371$.